# Newton Falls, Ohio
Newton Falls là một thành phố thuộc quận Trumbull, tiểu bang Ohio, Hoa Kỳ. Năm 2010, dân số của thành phố này là 4795 người.

## Dân số
- Dân số năm 2000: 5002 người.
- Dân số năm 2010: 4795 người.